# Liste der Polizeiattachés des Deutschen Reiches
 Die Liste polizeilicher und sicherheitsdienstlicher Attachés des Deutschen Reiches, später mehrheitlich als Polizeiattachés bezeichnet, bietet eine Übersicht über die Träger des Arbeitsbereiches deutscher Polizeiattachés, Polizei-Verbindungsführer, Sonderbeauftragte der Polizei, Nachrichtenoffiziere des Sicherheitsdienstes der NSDAP an den deutschen diplomatischen Missionen im Ausland. Ihren Büros oder Stäben an den Botschaften/Gesandtschaften  des Deutschen Reiches waren Gehilfen, Hilfskräfte, Anwärter, Koordinatoren, Bürokräfte, aber auch Spezialisten bestimmter Aufgabenbereiche zugeordnet, die den „Attachés“ direkt unterstanden. Es war der ausdrückliche und mit hohem Ehrgeiz verfolgte Wunsch des Chefs der Sicherheitspolizei und des Sicherheitsdienstes der NSDAP Reinhard Heydrichs, wie  die Reichswehr und das Reichsluftfahrtministerium, selbst auch über „eigene“ Attachés im Ausland verfügen zu können.  Von ihm stammte auch die ursprüngliche Bezeichnung als Polizei-Verbindungsführer.

## Beschreibung
Fast die Hälfte der Einsatzkräfte führte zwar, durch die Entsendeinstanz (Gestapo, SD-Hauptamt, Reichssicherheitshauptamt) vorbestimmt oder in der internen Kommunikation den Titel polizeilicher Attaché. Aber im Einsatzland, sowie bei ihrer Anmeldung im Gastland wurden überwiegend Tarnbezeichnungen wie Kulturattaché, Presseattaché oder Gehilfe eines Wirtschafts- oder militärischen Attachés benutzt. Auch die, den Prinzipien des diplomatischen Dienstes zuwiderlaufende Vergabe eines entsprechenden Titels zur Legendierung ihres polizeilich vorbestimmten Einsatzes gehörte mit zur Tarnung des SD-Personals im Ausland. Diese Herangehensweise muss als Versuch, die von vielen Ländern nicht akzeptierte Positionierung eines deutschen Polizeioffiziers oder SD-Mitarbeiters im eigenen Hoheitsgebiet zu umgehen, bewertet werden. Aus der bereits 1935/1936 gesammelten Erfahrung, dass entsprechende Anträge häufig mit Verweis auf nachrichtendienstliche Aktivitäten oder NS-Propaganda dieses Personenkreises auf Ablehnung stießen, wurde zielgerichtet, in Abstimmung mit den zuständigen Arbeitsbereichen des Auswärtigen Amtes in Berlin, ein „neutrales“ Einsatzziel vorgegaukelt. Zuständig dafür war vor allem die Abteilung Deutschland. Nach erfolgter Installation dieses Personals wurde die vom Gastland gewährleistete Immunität diplomatischer Attachés von der Mehrzahl der SS-Angehörigen missbraucht. Alle Einsatzkräfte waren Mitglieder der NSDAP, fast ausnahmslos alle gehörten der SS an und waren personell beim Sicherheitsdienst der NSDAP (Hauptamt) geführt. Als „offizielle Vertreter in meiner Eigenschaft als Reichsführer der SS und Chef der deutschen Polizei“, so hatte  Heinrich Himmler (1900–1945) bestimmt, waren sie ausschließlich an seine Weisungen gebunden.
In den Anfangsjahren ihrer Tätigkeit im Ausland, beginnend mit deutsch-spanischen Kooperationen zur sicherheitspolizeilichen Absicherung des Einsatzes der Legion Condor auf spanischem Hoheitsgebiet und des Kampfes gegen die, sich im Land etablierten deutschen Emigrationen war davon ausgegangen, dass es lediglich eines bilateralen Vertrages, ein sogenannter „Polizeivertrag“, zwischen beiden Ländern bedurfte. Da die amtierende spanische Regierung von Francisco Largo Caballero 1936 von Deutschland nicht als Partner angesehen wurde, sondern die Absprachen in dieser Sache mit den putschenden Kräften um General Franco getroffen worden waren, bestanden bis 1938 lediglich „Sondervereinbarungen“ in dieser Angelegenheit. Auch verfügte der erste Polizeiattaché aus diesen Gründen über keine tatsächliche Notifizierung. Diese wurde erst im Sommer 1938 nachgeholt. Auch eigene, auf die Tätigkeit von Polizeikräften im Ausland zugeschnittene Arbeitsgrundsätze bestanden nicht, sondern es wurde de facto auf die für die militärischen Attachés 1933 ausgearbeiteten und 1935 konkretisierten Richtlinien zurückgegriffen. Erst nach erheblichen Eingriffen in die Souveränität einzelner Gastländer durch Polizei- und SD-Personal sowie harscher Kritik des deutschen Reichsaußenministers am Wirken dieser Kräfte im Ausland, wurde im Mai 1942 eine entsprechende Dienstanweisung für die Polizeiattachés in Kraft gesetzt.

## Tätigkeitsschwerpunkte
Die Bemühungen, Einflussmöglichkeiten über die alten Reichsgrenzen hinaus für die SS und den SD zu schaffen, erfolgten anfangs über ausgewählte Dienststellen der Geheimen Staatspolizei, die SD-Oberabschnitte und die Grenzpolizei. Den dann ab 1936 im Ausland eingesetzten Polizeioffizieren, SD-Mitarbeitern und dem SS-Personal in diesen Positionen war es offiziell untersagt, sich in die inneren Angelegenheiten des Gastlandes, in dessen Außenpolitik und die des „Dritten Reiches“ einzumischen. Kaum einer von ihnen hat sich an die, zwischen Reichsaußenminister Joachim von Ribbentrop (1893–1946) und dem Chef des Reichssicherheitshauptamtes Reinhard Heydrich (1904–1942) unterzeichneten und dann als Befehl des Reichsführer-SS Heinrich Himmler in Kraft gesetzte Bestimmung gehalten. Das Hauptziel ihres Einsatzes bestand in der Umsetzung politisch motivierter Polizeiarbeit nach den Grundsätzen nationalsozialistischer Weltanschauung, Rassepolitik und ihrer Weltherrschaftsziele. Das war einer Ausweitung der Gestapo-Tätigkeit auf die Hoheitsgebiete anderer Länder. Die von ihnen im Ausland organisierte Informationsbeschaffung diente der Sicherung und Erweiterung des NS-Regimes, der Umsetzung ihrer Kriegsplanung und Bekämpfung der vom System selbst festgelegten „Feinde“. An deren Spitze standen die, in den einzelnen Ländern lebende Bevölkerung jüdischen Glaubens, Andersdenkende und nach NS-Rasse- und Sozialmerkmalen ausgesonderte Menschen. Spätestens ab 1939 setzten die hier wirkenden Personen bewusst und konsequent die Ziele des Holocaust um. Etwa ab 1942/1943 hatte sich die Mehrzahl dieser Attachés aus der ursprünglichen Rolle eines polizeilichen Beraters des eingesetzten Geschäftsträgers zu einer politisch-polizeilichen Kontrollinstanz der Abläufe und des Personals an den diplomatischen Missionen im Ausland hochstilisiert.
Erste Installationen von Polizei- und SD-Offiziere an deutschen Botschaften/Gesandtschaften erfolgten ab 1936 in Spanien, Italien und Jugoslawien. Dabei wurden die nach Spanien versetzten Attachés mit Beginn des spanischen Bürgerkrieges und des Einsatzes von deutschen Bodentruppen der Wehrmacht und der deutschen Luftwaffevauf der iberischen Halbinsel sowohl zur Aufspürung und Verfolgung der in den Internationalen Brigaden als Freiwillige kämpfenden Deutschen, als auch zur nachrichtendienstlichen Überwachung der sich im Land zusammengefundenen deutschen Emigration tätig. Es folgten Abordnungen nach China und Japan sowie die gezielte Vorbereitung auf die deutsche Besetzung weiterer Länder, so vor allem Österreichs am 12. März 1938. Bereits 4.30 Uhr, lange vor dem Einmarsch deutscher Truppen auf das Territorium des Nachbarlandes, landete eine Gruppe von SD-Offizieren auf dem Wiener Flugplatz um sich der Bundes- und Landespolizeistellen zu bemächtigen. Was ihnen dabei nicht gelang, sich auch des Apparates der in Wien ansässigen Internationalen Kriminalpolizeilichen Kommission (IKPK) zu bemächtigen.

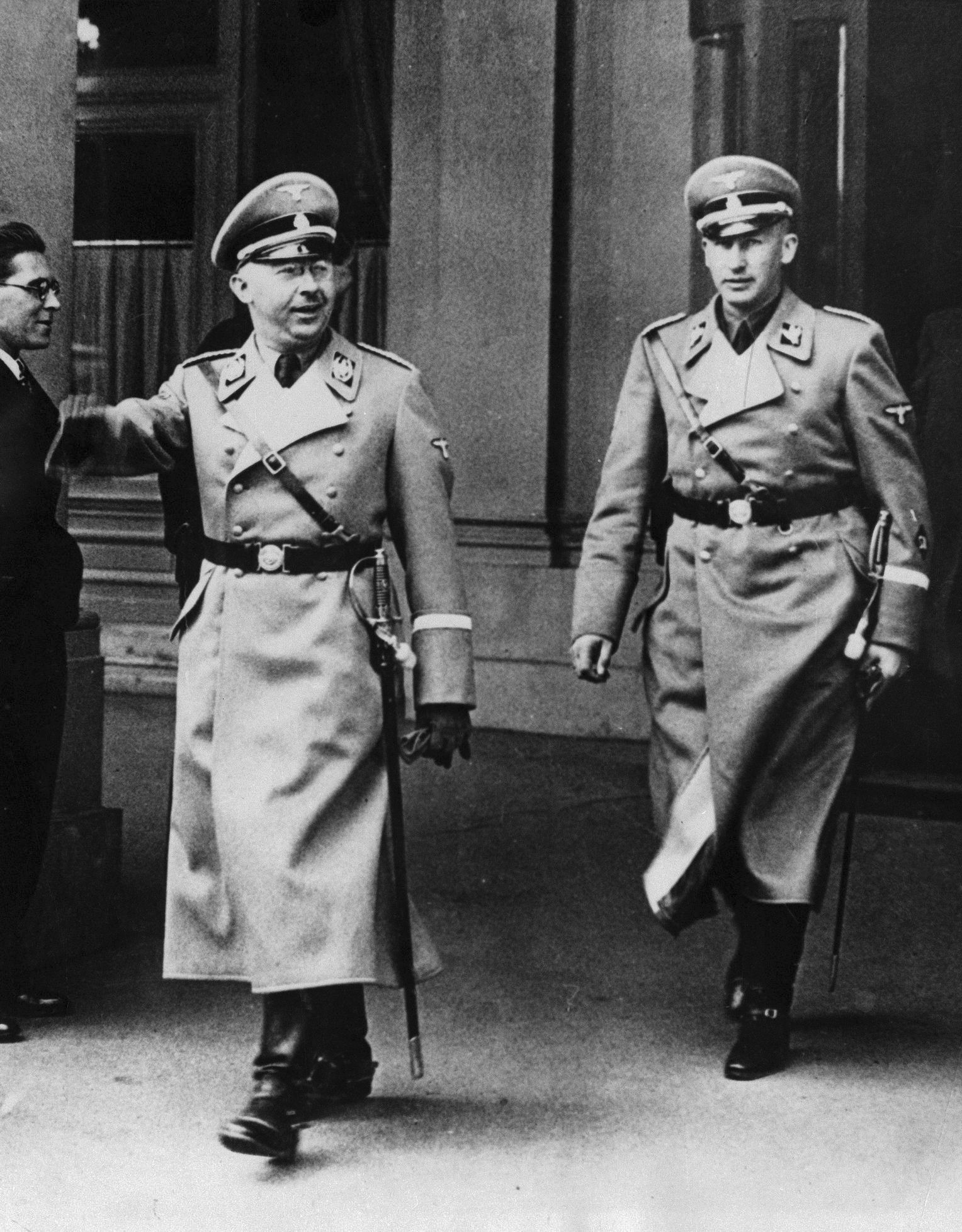
Heydrich und Heinrich Himmler im März 1938 in Wien zur Ersetzung der Österreicher in den Bundes- und Landespolizeistellen durch deutsche SS-Angehörige

Noch die polizeiliche Vorbereitung des deutschen Überfalls auf Polen war vorrangig von Außen, vom schlesischen Gebiet, von Stettin und Danzig aus erfolgt. Aber der spätere Polizeiattaché in der Slowakei organisierte bereits ab Anfang 1939 von dort aus die deutschen Vorbereitung zum Überfall auf Polen. Eine ähnliche Herangehensweise ging auch der deutschen Okkupation von Dänemark und Norwegen im Frühjahr 1940 voraus. Hier wurden die zukünftigen Polizeiattachés bereits Ende 1939 für Oslo und im April 1940 für Kopenhagen in Position gebracht. Nach 1940 kamen in den Büros der polizeilichen Attachés extra angeforderte „Judenberater“ zum Einsatz. Das erfolgte vordergründig an den deutschen Gesandtschaften die gezielt mit ehemaligen SA-Führungskräften als „neue Diplomaten“ besetzt worden waren.

## Liste und Länderzuordnung
Die nachstehende Liste ist nach den Staaten geordnet, in denen die Polizeiattachés, Polizei-Verbindungsführer sowie SD-Nachrichtenoffiziere notifiziert waren oder ihre Gehilfen und Büromitarbeiter zum Einsatz kamen. Anders als bei den militärischen Attachés waren sie zumeist nur für ein Land zuständig. Eine Ausnahme bilden nur die Länder, die den Einsatz deutscher Polizeioffiziere oder SD-Angehöriger auf ihrem Territorium nicht zugelassen haben und deshalb ein Agieren aus einem anderen Land (z. B. in Richtung Polen, Schweden, Tschechoslowakei) erfolgte. Dort wo die An- und Abreisedaten der Amtsträger Überschneidungen aufwiesen, wurde das Datum der offiziellen Amtsübernahme, der Notifizierung bzw. der Übergabe an den Nachfolger im Zielland zugrunde gelegt.

## Belgien
- 1940: ein Mitarbeiter mit Zuständigkeit für die Polizeiverbindungsführung im Stab des Sonderbeauftragten

## Bolivien
- 1936: SS-Sturmbannführer Kurt Geißler (1902–1963), für einen Einsatz als Sonderführer der Polizei eingeplant und vorbereitet. Auf Grund der Ablehnung durch das bolivianische Außenministerium wurde der Kandidat zurückgezogen.

## Bulgarien
- ab September 1940: SS-Sturmbannführer Friedrich Panzinger (1903–1959) als Sonderbeauftragter der Polizei eingesetzt.

- von Januar 1942 bis Februar 1943: Kriminalrat Alwin Wipper (1902–1945), Einsatz als Polizeiattaché[9]

Sein Gehilfe ab Januar 1943 war SS-Obersturmführer Theodor Dannecker (1913–1945).
- ab Anfang 1943: SS-Sturmbannführer Adolf Hoffmann (1904-1944)

Setzte als Gehilfen von März 1943 an SS-Obersturmführer Theodor Dannecker (1913–1945) für die Judendeportation ein.

## China
- 1937: die Gesandtschaft war mit einem Polizei-Verbindungsführer besetzt.

- vom 1. Juli 1938 bis 1940: SS-Untersturmführer Emil Schumburg (1898–1961)

- von 1940 bis März 1942: SS-Untersturmführer Gerhard Kahner (* 1911) als Polizei-Verbindungsführer eingesetzt

- von November 1942 bis 12. November 1943: SS-Sturmbannführer Franz Huber (* 1912)

## Dänemark
- seit April 1940: SS-Sturmbannführer Anton Fest (1908–1998), Mitglied der Sondergruppe der Sicherheitspolizei und des Sicherheitsdienstes für Dänemark, offizielle Einsatz als Polizeiattaché vom 30. Januar 1942 bis 10. September 1943[10]

Sein Gehilfe war von April 1940 Kriminalsekretär Walter Rohde (1904–1944).

## Estland
- bis April 1941: ein Polizei-Verbindungsführer an der deutschen Gesandtschaft

## Finnland
- von Ende 1943 bis Ende 1944: SS-Sturmbannführer Alarich Bross (1904–1982), mit zusätzlicher Tarnung als Korrespondent der Essener „National Zeitung“

## Frankreich
- ab Juni 1940: SS-Obersturmführer Gustav Richter (1912–1997) im nicht besetzten Teil Frankreichs[11]

Vorrangig zur Organisation der Erfassung und Deportationsvorbereitung der jüdischen Bevölkerung war von Mai 1940 an SS-Obersturmführer Theodor Dannecker (1913–1945) eingesetzt. Sein Stab in Paris umfasste sechs weitere Mitarbeiter.
- ab April 1941: ein Polizei-Verbindungsführer an der deutschen Gesandtschaft tätig

## Griechenland
- von April bis Juni 1941: SS-Obersturmbannführer Kurt Geißler (1902–1963) in dem von Italien besetzten Teil Griechenlands

- von April 1941 bis Juni 1942: SS-Sturmbannführer Hans Dörhage (* 1906) als Polizei-Verbindungsführer zwischen RSHA, der griechischen sowie italienischen Polizei

- von Mitte 1942 bis Ende 1943: SS-Hauptsturmführer Walter von Paschleben (1899–1977) hauptsächlich Mission in Saloniki

- von August 1943 bis September 1944: SS-Standartenführer Walter Blume (1906–1974) als Kommandeur der Sicherheitspolizei und des SD, zugleich Wahrnehmung der Aufgaben des Polizei-Verbindungsführers[12]

- von Anfang 1942 bis Dezember 1944: SS-Hauptsturmführer Walter Baach (* 1908) mit Sitz in Athen

Als Gehilfen gehörten ab Februar 1943 SS-Untersturmführer Anton Burger (1911–1991), ab Februar 1943 Alfred Slawik (1913–1973) und SS-Hauptsturmführer Dietrich Wisliceny (1911–1948) zum Büro des Polizeiattachés. Sie fungierten als „Sonderkommando Judenangelegenheiten“.

## Iran
- ab April 1941: mindestens ein Polizei-Verbindungsführer an der Gesandtschaft

## Italien
- Ende 1936: ein erster Sonderbeauftragter der Gestapo wurde nach Rom entsandt.

- ab Frühjahr 1939 bis April 1945: SS-Sturmbannführer Herbert Kappler (1907–1978) als Polizei-Verbindungsoffizier zur italienischen Polizei notifiziert. Ab 1943 zusätzlich Kommandeur der Sicherheitspolizei und des Sicherheitsdienstes in Rom.[13]

Zu seinen Gehilfen wurden von Februar 1941 bis 1. August 1944 SS-Obersturmführer Erich Priebke (1913–2013), ab 1942 bis 1945 SS-Obersturmführer Gerhard Köhler (* 1909) tätig. Weitere Gehilfen sind von August 1942 bis Februar 1943 SS-Hauptsturmführer Helmuth Looß (1910–1988), Otto Lechner, SS-Hauptsturmführer Eugen Wenner (* 1912).
Zur Unterstützung des Polizeiattachés wurden von September 1943 bis Anfang 1944 SS-Sturmbannführer Walter Hammer (1907–2003) und SS-Sturmbannführer Karl Hass (1912–2004) nach Italien abgeordnet.
Kurzzeitig weilten als Gehilfen von September 1943 bis Januar 1944 SS-Obersturmführer Theodor Dannecker (1913–1945), ab Ende 1943 SS-Sturmführer Johann Clemens (1902–1976) und der Referent im Reichssicherheitshauptamt Referat IV B 4, SS-Sturmbannführer Friedrich Boßhammer (1906–1972), unterstützt durch das Außenkommando des SD unter ihnen SS-Oberscharführer Josef Ettel (* 1907), SS-Untersturmführer Hans Hassner (* 1901), SS-Untersturmführer Karl Haunold (* 1907) und Weitere.
- von September 1943 bis 2. Mai 1945: SS-Obersturmbannführer Eugen Dollmann (1900–1985) Polizeiattaché für Salò, zugleich Kommandeur der Polizeikräfte in Saló. Wegen des inzwischen geteilten Territoriums von Italien war Dollmann dem Polizeiattaché Kappler gleichgestellt.

## Japan
- ab Ende 1938 bis Juni 1941: SS-Hauptscharführer Franz Huber (* 1912) als Polizei-Verbindungsführer eingesetzt, offiziell als Presseattaché angemeldet

- von Juni 1941 bis Mai 1945: SS-Standartenführer Josef Meisinger (1899–1947)[14]

Im Büro war seit 1941 als Dolmetscher Karl E. Hamel tätig.

## Jugoslawien
- von Januar 1938 bis 27. März 1941: SS-Untersturmführer Hans Helm (1909–1947) als Sonderbeauftragter der Sicherheitspolizei in Belgrad[15]

Ab September 1939 war als sein Gehilfe der SD-Offizier Karl Kraus (* 1908) an seiner Seite.

## Kroatien
- vom 17. April 1941 bis Februar 1943: SS-Sturmbannführer Hans Helm (1909–1947)

Als Gehilfe war von September 1942 bis Februar 1943 SS-Hauptsturmführer Franz Abromeit (1907–1964) zugleich als „Judenberater“ in Zagreb.
- von 1943 bis August 1944: SS-Sturmbannführer Gustav Richter (1903–1974) als Polizeiattaché[16]

## Marokko
- von Juni 1941 bis 1944: SS-Hauptsturmführer Lothar Gudjons (* 1914) in Tétouan

- von 1944 bis 1945: SS-Obersturmführer Ernst Hammes (* 1911)

## Niederlande
- von Anfang 1941: SS-Sturmbannführer Wilhelm Zoepf (1908–1980) für „Judenfragen“ verwendet. Ab 1942 wurde er dem in Den Haag eingerichteten „Judenreferat“, zugeordnet.

## Norwegen
- ab 12. April: SS-Sturmbannführer Werner Knab (1908–1945) als Beauftragter für die Polizeikräfte und als Polizeiattaché[17]
- ab Februar 1943: SS-Standartenführer Hans-Hendrik Neumann (1910–1994)

## Polen
- ab 1939: Aufgaben der Polizei-Verbindungsführung wurde aus den angrenzen Räumen, vor allem aus Danzig und Stettin, organisiert. Zuständig war u. a. SS-Hauptsturmführer Franz Abromeit (1907–1964).

## Portugal
- Ende 1940/Anfang 1941: SS-Obersturmbannführer Bruno Wolff (* 1910) Überprüfung der Arbeitsmöglichkeiten, Ablehnung durch portugiesisches Außenministerium

- von Januar bis November 1945: SS-Hauptsturmführer Erich Schröder (1903–1989)[18]

Als seine Gehilfen nahmen im April 1941 SS-Hauptscharführer Wilhelm Spreu (1908) und SS-Obersturmführer Paul Ruh (1898–1965) ihre Tätigkeit in Lissabon auf.

## Rumänien
- von Mitte 1940 bis Februar 1941: SS-Obersturmbannführer Kurt Geißler (1902–1963) als Sonderbeauftragter der Sicherheitspolizei an der deutschen Gesandtschaft[19]

- von April 1941 bis August 1942: SS-Hauptsturmführer Gustav Richter (1912–1997)

Zeitweilig wurde ihm Legationsrat Willy Roedel (1897–1947) an die Seite gegeben.
- von September 1942 bis Januar 1943: SS-Standartenführer Horst Böhme (1909–1945)

- von Januar 1943 bis August 1944: SS-Hauptsturmführer Gustav Richter (1912–1997) erneut als Polizeiattaché notifiziert

Als sein Gehilfe war ab März 1944 SS-Untersturmführer Franz Allinger (* 1916) im Büro eingesetzt.

## Schweden
- von Herbst 1941 bis Februar 1942: SS-Obersturmführer Hans-Hendrik Neumann (1910–1994),[20] wegen NS-Propaganda und nachrichtendienstlicher Tätigkeit 1942 ausgewiesen.

Als sein Gehilfe war von März 1941 bis Februar 1942 SS-Standartenführer Gustav Wilhelm Müller (1909–1989) in Stockholm tätig. Wegen Einmischung in die inneren Angelegenheiten des Landes verwiesen.
- vom 25. Mai 1942 bis Februar 1945: SS-Obersturmbannführer August Finke (1906–1995), als abgedeckter Polizeiattaché in Stockholm. Seine offizielle Anbindung war Gehilfe des Handelsattachés.

- ab Ende 1942 bis Sommer 1944: SS-Untersturmführer Franz-Wilhelm Engel (* 1911) ohne offizielle Zustimmung der schwedischen Regierung, Einsatz musste nach Bekanntwerden seines nachrichtendienstlichen Wirkens rückgängig gemacht werden.

## Schweiz
- ab 1940: ein Polizeioffizier als Sonderbeauftragter tätig

- vom 12. Juni 1942 bis März 1945: SS-Obersturmbannführer Hans Daufeld (1908–1974), sein Einsatz war getarnt mit der Ernennung als Vizekonsul

- von November 1944 bis Mai 1945: SS-Obersturmführer Gustav Adolf Sonnenhol (1912–1988)[21]

Zusätzlich als sein Gehilfe war von März bis Mai 1945 der SS-Offizier Christoph Graf Dönhoff (1906–1992), ebenfalls als Vizekonsul getarnt, im Einsatz

## Serbien
- vom 17. April 1941 bis Dezember 1943: SS-Hauptsturmführer Hans Helm (1909–1993) an der deutschen Gesandtschaft in Agram als Polizeiattaché[22]

Als sein Gehilfe war ihm ab Ende 1942 SS-Obersturmführer Rudi Kob zugeteilt. Verbunden mit den Aufgaben zur Judendeportation wurden dem Büro von August 1942 die Gehilfen Christian Rolfing (* 1908) und SS-Hauptsturmführer Franz Abromeit (1904–1964) angegliedert.
- ab Dezember 1943: SS-Sturmbannführer Gustav Richter (1912–1997)

## Slowakei
- von Oktober bis November 1939: SS-Obersturmführer Franz Goltz (* 1897) mit Sonderauftrag zur Vorbereitung der deutschen Annexion der Tschechoslowakei in Pressburg (Bratislawa)

- von Januar 1940 bis Dezember 1941: SS-Obersturmführer Franz Goltz (* 1897) als Polizei-Verbindungsführer Sicherheitsdienstes an der deutschen Gesandtschaft

Ab August 1940 weilte Generalkonsul Walther Wüster (1901–1949) als „Judenberater“ des Auswärtigen Amtes zur Unterstützung des Sonderbeauftragten in Pressburg. Dem Stab war von September 1940 bis Februar 1943 der Gehilfe und „Judenspezialist“ SS-Hauptsturmführer Dietrich Wisliceny (1911–1948) zugeteilt.
- von Januar 1942 bis Mai 1945: SS-Hauptsturmführer Franz Goltz (* 1897) erneut als Polizeiattaché an der deutschen Gesandtschaft in Pressburg

## Sowjetunion (UdSSR)
- ab April 1941: mindestens ein getarnter Polizei-Verbindungsführer befand sich Moskau

## Spanien
- von Mai 1936 bis Mai 1945: SS-Sturmführer Paul Winzer (* 1912) als Verbindungsführer in Madrid und Barcelona[24]

Zu seinem Stab gehörten zeitweilig ca. 40 Mitarbeiter. Darunter befanden sich u. a. Kriminal Ober-Assistent Baalk, Sekretärin Carla Bandt, Kriminalsekretär Gutbier, Kriminalkommissar Ernst Hammes (* 1911), Kriminal Sekretär Koeneke, Kriminalkommissar Herbert Krüger, Kriminalsekretär Schmit, Büroangestellte/r Vionsek. Als sein Gehilfe traf am 9. November 1940 SS-Obersturmführer Lothar Gudjons (* 1914) ein.
- vom 1. Oktober 1936 bis 17. Oktober 1938: SS-Untersturmführer Walter Mosig (* 1907), Einsatz in Salamanca. Im Juli 1943 kehrte er als SD-Nachrichtenoffizier nach Spanien zurück und wurde als Gehilfe des Polizei-Verbindungsführers bis Mai 1945 eingebaut.

Dem Büro des Polizeiattachés waren von Juni 1940 bis Mai 1945 SS-Obersturmführer Georg Vey (* 1912), SS-Obersturmführer Lothar Gudjons (* 1914), SS-Obersturmführer Ernst Hammes (* 1911) die beide nacheinander als Polizeiattaché nach Tétouan (Marokko) versetzt wurden.

## Thailand
- von Mitte Mai 1941 bis Ende 1942: SS-Hauptscharführer Franz Huber (* 1912) an der Gesandtschaft in Bangkok, getarnt als Gehilfe des Militärattachés, mit den Aufgaben eines Polizei-Verbindungsführers eingesetzt

## Türkei
- von Juni 1940 bis 1944: SD-Nachrichtenoffizier Ludwig Carl Moyzisch (* 1905), als Handelsattaché getarnt, Aufgaben eines Sonderbeauftragten für Nachrichtenbeschaffung beim RSHA Amt VI[25]

- von Ende 1941: Emil Dublitzer (* 1917) vorerst als Gehilfe des Polizei-Verbindungsführers mit dem Vorhaben ihn als Polizeiattaché in Ankara notifizieren zu lassen

Nach Scheidern des Vorhabens kehrte er nach Deutschland zurück.
- von Juli 1943 bis 1944: SS-Hauptscharführer Bruno Wolff (* 1910) getarnt als Vizekonsul am Generalkonsulat in Istanbul

## Ungarn
- ab 1940: drei SD-Nachrichtenoffiziere an der Gesandtschaft eingesetzt

- vom 19. März 1944 bis Januar 1945: Sonderkommando von „Judenberatern“ und Gehilfen deutscher Polizeiattachés aus anderen Ländern unter dem Kommando von Adolf Eichmann (1906–1962) in Budapest eingesetzt[26]

Zu ihnen gehörte u. a. SS-Hauptsturmführer Dietrich Wisliceny (1911–1948).